# Caserío Ubillots
El caserío Ubillots en Leaburu (Provincia de Guipúzcoa, España) está situado al W del casco de Leaburu, sobre un afloramiento rocoso calizo de fuerte pendiente. Es de planta cuadrada, 12 m x 12 m, con cubierta de madera a dos aguas y caballete perpendicular a la fachada principal.
Consta de bodega, dos plantas y desván. El terreno en que se asienta este caserío es muy inclinado y por esta razón los muros de la amplia bodega situada en la zona S de la planta están construidos en sillarejo y mampostería. Sobre éstos se apoya la armadura, completamente construida en madera con los huecos rellenos de mampostería enfoscada y encalada en el exterior, con todos los entramados visibles desde el exterior en las fachadas E (principal) y S. En el lado N del edificio, debido al desnivel del terreno, pierde prácticamente su fachada. La fachada del lado W está franqueada y totalmente oculta por varios anejos y cobertizos adosados de distintas proporciones y épocas. En la fachada E, además del acceso a la bodega, presenta en planta baja vanos de acceso con bastidor de madera y puerta de dos hojas. Ocho huecos de ventanas desiguales y con marcos de madera se abren en esta fachada aprovechando los huecos del entramado. La fachada S, debido al desnivel del terreno, es muy alta. Posee algunos vanos en la bodega y seis huecos de ventana abiertos aprovechando los huecos del entramado de madera.
Interiormente la estructura del edificio se mantiene sobre ocho postes enterizos de madera; de ellos, cuatro son bernias dobles completan el lagar gótico que posee este edificio. Posee en la estructura de la cubierta doble gallur. La zona de vivienda ocupa el sector S del edificio, con la cocina en planta baja y habitaciones en primera. La antigua cocina, que poseía hogar central, hoy desaparecido, ocupaba el sector SW de la planta baja.